# Marcus Graf

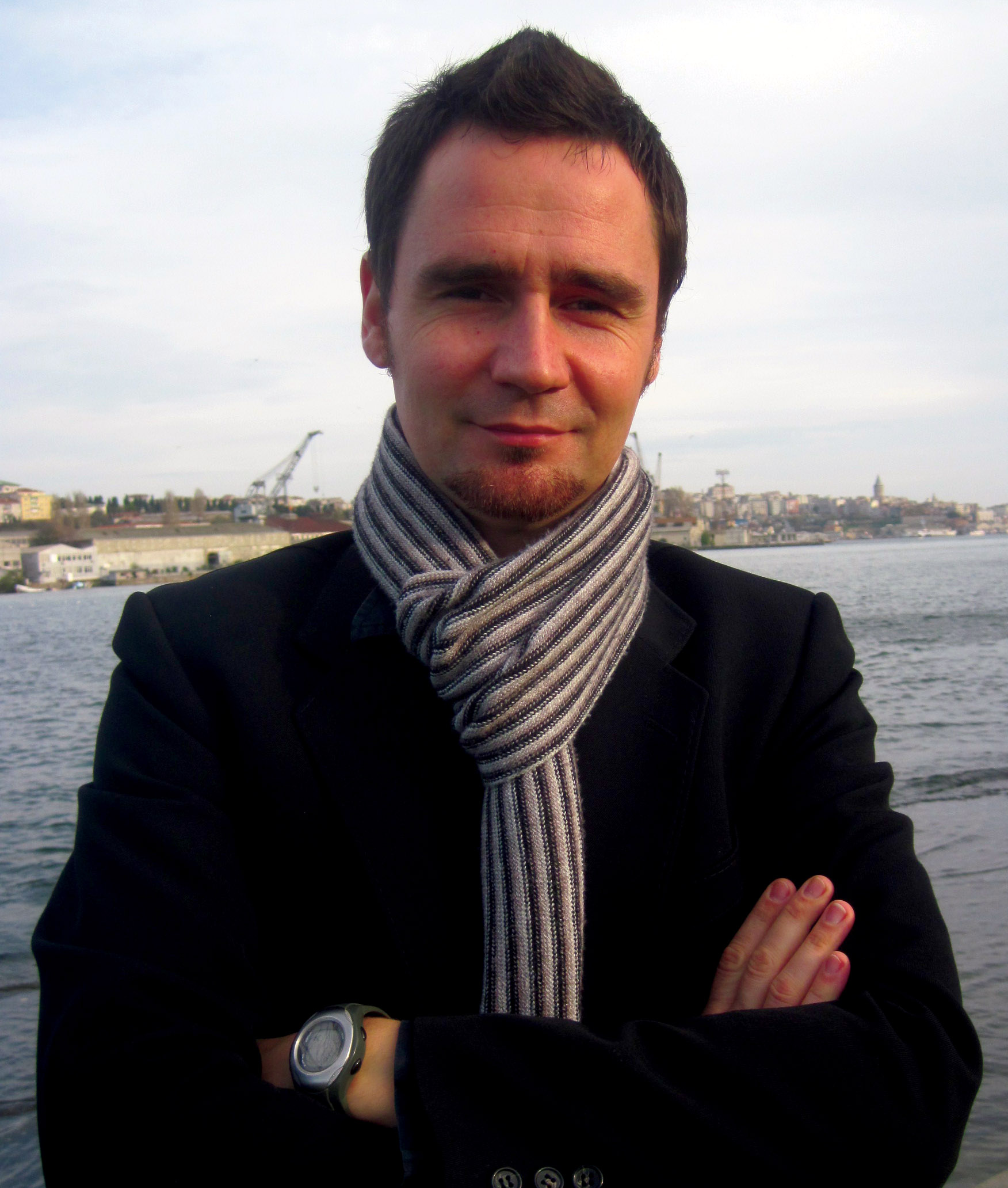
Marcus Graf (2010)

Marcus Graf (* 1974 in Hamm) ist ein deutscher Kulturwissenschaftler und Kunstwissenschaftler. Er lebt und arbeitet seit 2001 als Kurator, Autor und Associate Professor für zeitgenössische Kunsttheorie in Istanbul.

## Leben
Graf studierte Kulturwissenschaften an der Universität Heidelberg und schloss das Studium mit Diplom ab. An der Kunstakademie in Stuttgart promovierte er im Fach Kunstwissenschaften.
Seit 2003 lehrt er Kunstgeschichte, Kuratorische Praxis und Ausstellungsmanagement in der Fakultät der Bildenden Künste an der Yeditepe-Universität in Istanbul. Seit 2010 ist Graf leitender Kurator der Ausstellungshalle Plato Sanat. Außerdem kuratierte er im Jahr 2010 Ausstellungen für das EU-Projekt Caleidoscope Europe in Evora, Portugal (Not a Lens but a Prism) und die Galerie CDA Projects in Istanbul (Hans & Helga). 2009 wurde Graf ausgewählt, um für Istanbul 2010 – Kulturhauptstadt Europas die Ausstellungsreihe „Temporary Harassment“ zu kuratieren. 2007 wurde er zum Ko-Kurator von nightcomers, dem Videoprogramm der 10. Istanbul Biennale, ernannt. Graf war außerdem der künstlerische Leiter von Aviva Art Program (2006/2007), Under Construction (2005–2007) und Siemens Sanat (2003–2007) in Istanbul. Zwischen 2001 und 2009 war Marcus Graf der Leiter der Besucherführungsabteilung der Istanbul Biennale.